# Valérie Besser
Pour les articles homonymes, voir Besser.
 (juillet 2025).
Valérie Besser, née le 23 mars 1962, est une graphiste française. Depuis décembre 2001, elle travaille régulièrement pour la Poste française.
Elle commence sa carrière de graphiste aux États-Unis avant de revenir en France.
En décembre 2001, alors qu'elle travaille pour l'agence La Rue de Babel, elle conçoit les timbres et la pochette-souvenir de l'émission philatélique conjointe entre la France et le Maroc. Depuis, elle a mis en page et créé de nombreux timbres-poste de France, ainsi que plusieurs blocs-feuillets, des documents philatéliques, des vignettes LISA et des souvenirs philatéliques. 

### Sources
- Entretien paru dans le dossier de philatélie thématique « Quand mélomanie rime avec philatélie », paru dans Timbres magazine n°69, juin 2006, p. 54.
- Notice sur le site createursdetimbres